# George Barnett

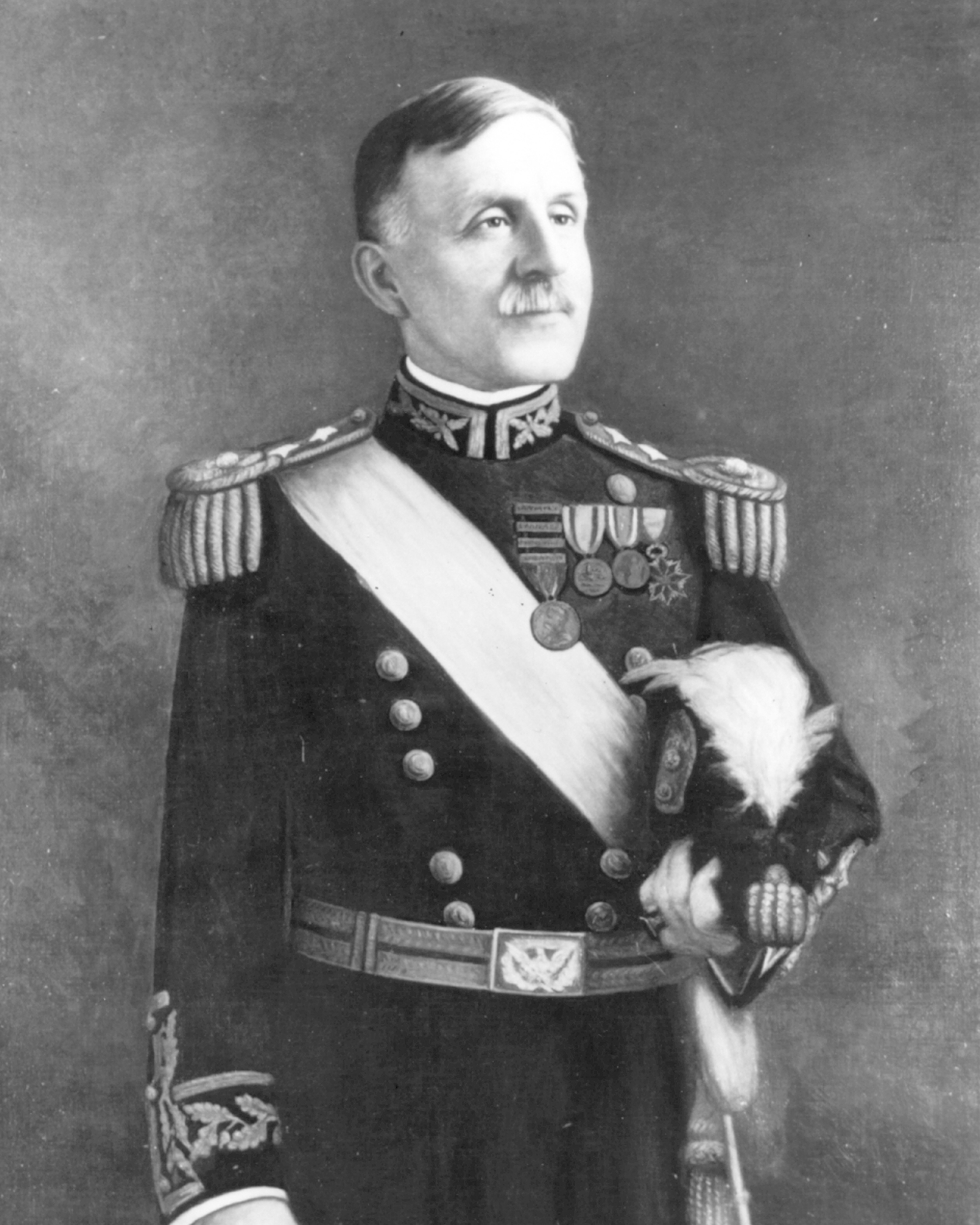
George Barnett

Generalmajor (Schulterstück)

Kommandozeichen des Commandant, U.S. Marine Corps

George Barnett (* 9. Dezember 1859 in Lancaster, Wisconsin; † 27. April 1930 in Washington, D.C.) war ein Generalmajor im U.S. Marine Corps und von 1914 bis 1920 dessen zwölfter Commandant (Befehlshaber).

## Leben
Barnett wurde am 9. Dezember 1859 in Lancaster, Wisconsin, geboren und wuchs in Boscobel, Wisconsin, auf. Er ging im Juni 1877 an die U.S. Naval Academy, wo er 1881 im ersten Jahrgang, der Offiziere des Marine Corps hervorbrachte, den Abschluss machte.
Barnetts Ehefrau, Lelia (Montague) Gordon, war eine Cousine von Alice (Montague) Warfield, der Mutter von Bessie Wallis Warfield, die später als Duchess of Windsor bekannt wurde.

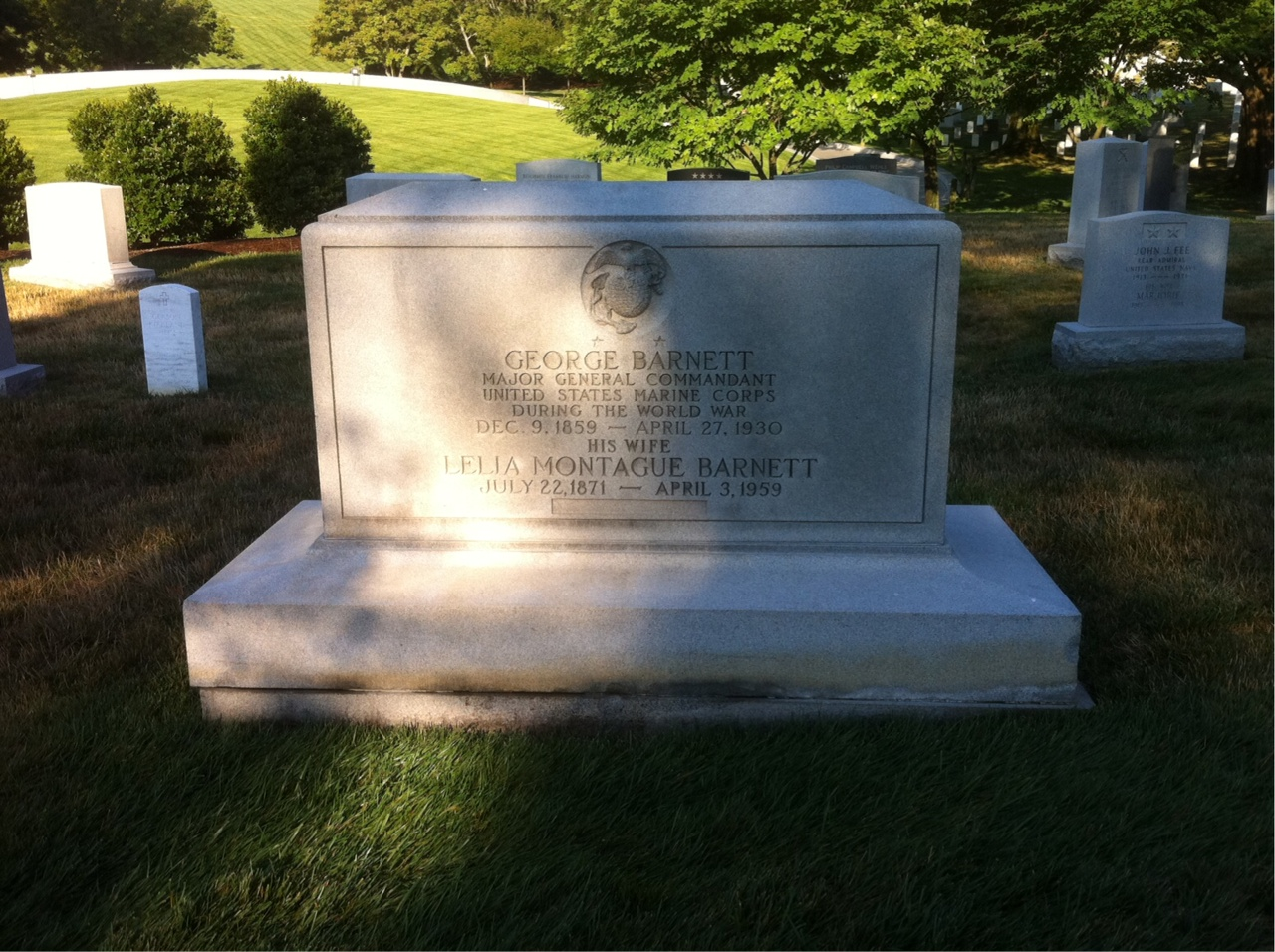
Grabmal von George Barnett, Arlington National Cemetery

Er starb am 27. April 1930 in Washington, D.C. und wurde auf dem Ehrenfriedhof Arlington National Cemetery beigesetzt.

## Militärischer Werdegang
Nach zwei Kadettenjahren im Bordpraktikum auf USS Essex kam Barnett zum Marine Corps und wurde am 1. Juli 1883 zum Leutnant ernannt (commissioned). Er diente an verschiedenen Marines Standorten an der amerikanischen Ostküste und hatte drei Jahre lang das Kommando über einen Außenposten in Sitka, Alaska. Wieder auf See an Bord von USS Iroquois wurde er im September 1890 zum Oberleutnant befördert.
Vom 1. Mai bis 30. Oktober 1893 war er zu der Marines Sicherung der World’s Columbian Exposition in Chicago kommandiert.
Im Juni 1896 ging Barnett an Bord der Vermont, anschließend im Dezember 1897 der San Francisco und im April 1897 der New Orleans. Auf der New Orleans diente er während des Spanisch-Amerikanischen Kriegs u. a. bei mehreren Beschießungen der Festung bei Santiago, Kuba. Am 11. August 1898 wurde er zum Hauptmann befördert.
Im Hauptquartier des Marine Corps in Washington, D.C. eingesetzt, wurde Barnett im Mai 1901 zum Major befördert. Im Jahr darauf erhielt er das Kommando über ein Bataillon Marines, das zur Sicherung amerikanischer Interessen auf den Isthmus von Panama geschickt wurde.
Nach Rückkehr wurde Barnett mit dem Kommando über ein weiteres Bataillon Marines betraut, das die 1. Brigade auf den Philippinen verstärken sollte. Dort angekommen wurde Barnett zum dienstältesten Marines Offizier des Pazifik Geschwaders der U.S. Navy gemacht und auf einer Reihe verschiedener Schiffe eingesetzt.
Im April 1905 kam er nach Washington, D.C. zurück und wurde zum Oberstleutnant befördert. Es folgte für ihn die Teilnahme an einem Lehrgang des Naval War College. Nach einem Jahr als Kommandeur der Marines Kasernen in der Marinewerft von Washington übernahm er die Führung einer Abteilung, die an Bord USS Minneapolis nach Havanna, Kuba, ging, um zu den amerikanischen Befriedungstruppen auf der Insel zu stoßen.
Nach einigen Monaten in Washington erhielt er den Auftrag, eine Abteilung Marines nach Peking, China, zu führen, wo es galt, die amerikanische diplomatische Vertretung zu sichern. Nach Rückkehr wurde er Kommandeur der Marines Kasernen in Philadelphia, Pennsylvania und im Oktober 1910 zum Oberst befördert.
Am 25. Februar 1914 erhielt Barnett ehrenhalber den Rang eines Generalmajors und die Ernennung zum Commandant des Marine Corps. Einem 1909 verabschiedeten Gesetz folgend war er der erste Commandant, der für eine Amtszeit von vier Jahren berufen wurde. Er wurde am 29. August 1916 in den ordentlichen Rang eines Brigadegenerals befördert.
In seine Zeit als Befehlshaber fiel die Entsendung einer verstärkten Brigade Marines nach Veracruz, Mexiko, im Jahr 1914. Eine kleinere Operation folgte in Haiti, wobei sich dort und in der Dominikanischen Republik ernsthafte Probleme entwickelten, was zu der längerfristigen Entsendung von je einer Brigade führte.
Im Ersten Weltkrieg wuchs das Marine Corps auf mehr als 3.000 Offiziere und rund 75.500 Mann an. Neben der Besetzung von Haiti und der Dominikanischen Republik, der Präsenz auf Kuba und in Mexiko und der Bereitstellung einer Reservebrigade in Galveston, Texas, wurden zwei Brigaden der Marines in Frankreich an der Front eingesetzt. Große Ausbildungszentren wurden in Quantico, Virginia, und Parris Island, South Carolina aufgebaut.
Auf Befehl von Marineminister (Secretary of the Navy) Josephus Daniels wurde Barnett am 30. Juni 1920 als Commandant abgelöst, da er kriegsbedingt bereits länger im Amt war, als das Gesetz es vorsah. Er führte wieder seinen ordentlichen Dienstgrad (Brigadegeneral), wurde jedoch am 5. März 1921 zum ordentlichen Generalmajor befördert. Er erhielt für seine Restdienstzeit die ehrenvolle Aufgabe, das Department of the Pacific genannte Ausbildungszentrum des Corps in San Francisco zu kommandieren. Barnett wurde am 9. Dezember 1923 im Alter von 64 Jahren pensioniert.

## Erinnerung

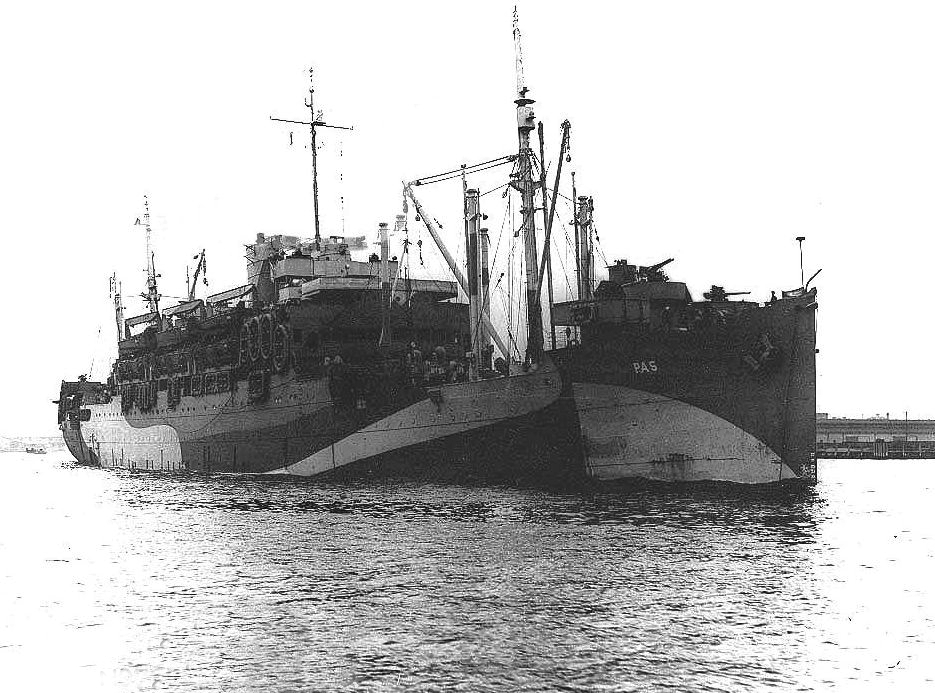
USS Barnett APA-5

Zu Ehren von George Barnett wurde ein Schiff der U,S, Navy nach ihm benannt:
- USS Barnett (APA-5, ex AP.11), ein amphibischer Angriffstruppentransporter der McCawley Klasse, in Dienst bei der U.S. Navy von 1940 bis 1946.[7]

## Auszeichnungen

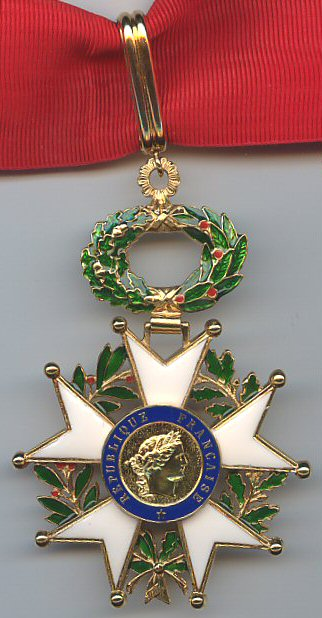
Ehrenlegion (Frankreich), Kommandeurskreuz
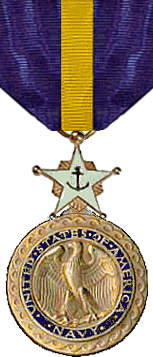
Navy Distinguished Service Medal
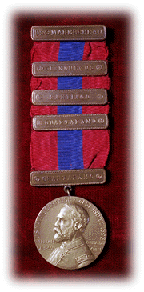
Sampson Medal (auch: West Indies Naval Campaign Medal) Spanisch-Amerikanischer Krieg
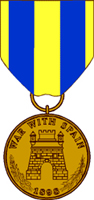
Spanish Campaign Medal
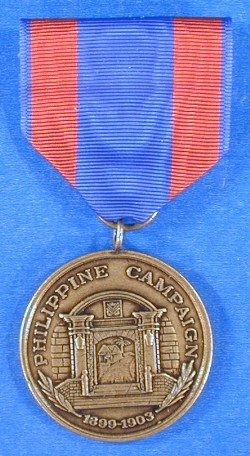
Philippine Campaign Medal
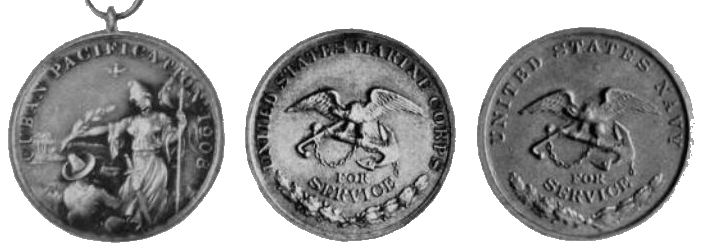
Cuban Pacification Medal
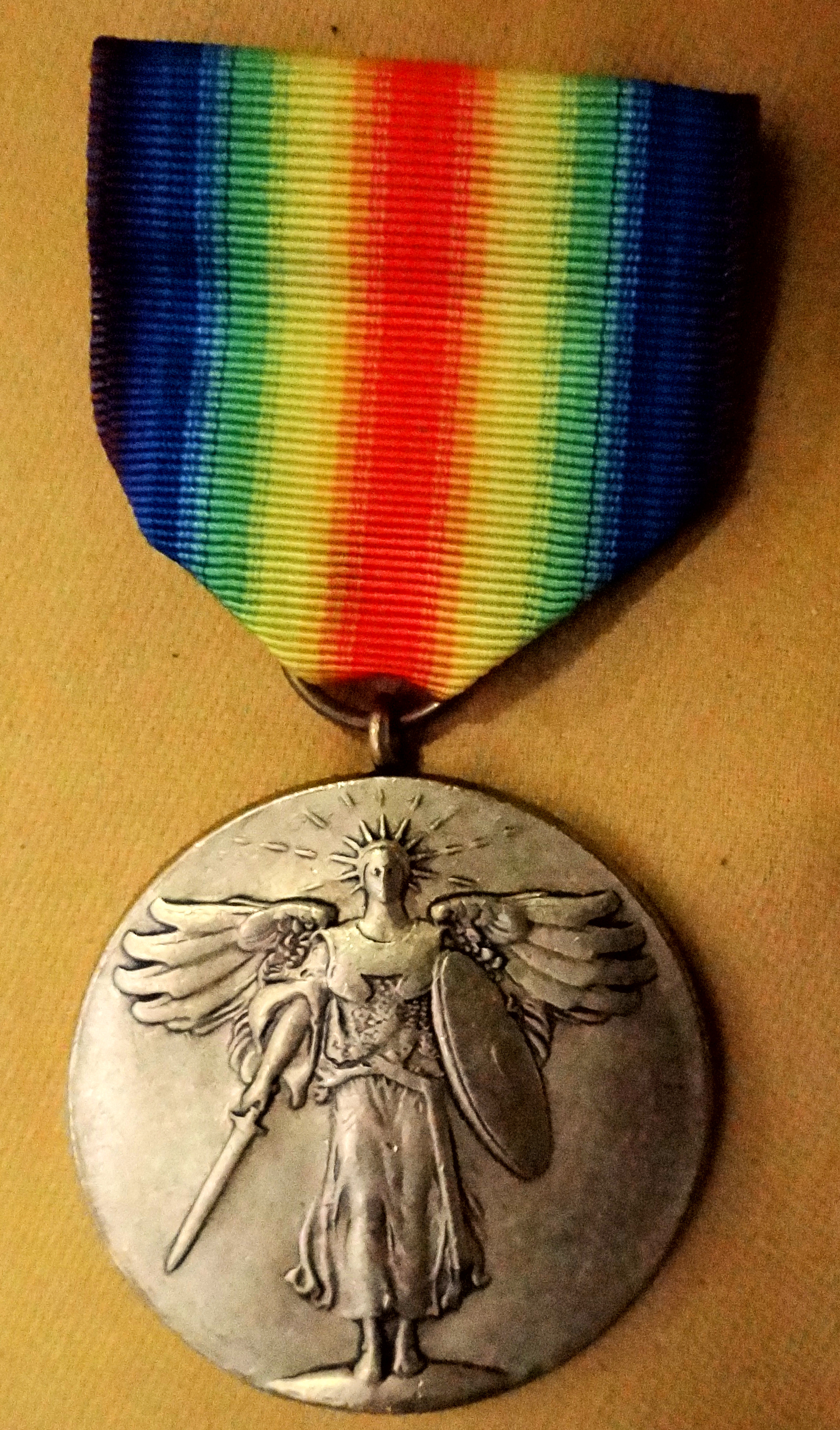
Victory Medal